# Draft da NBA de 2007
A NBA Draft de 2007 foi realizada no dia 28 de Junho no ginásio esportivo de Nova Iorque, o Madison Square Garden do New York Knicks. A missão de fazer o draft, é que os futuros draftados joguem a NBA do ano seguinte, sendo assim, transformando-se em jogadores do futuro.

## Ordem do Draft

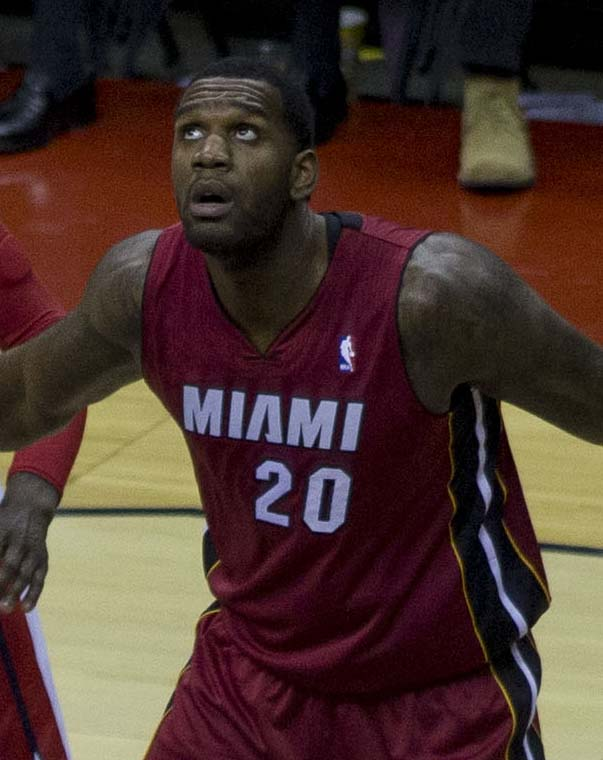
Greg Oden foi a 1ª escolha do Draft. O pivô decepcionou e não correspondeu as expectativas, sofreu muitas lesões durante a carreira na liga, onde jogou por 7 temporadas.

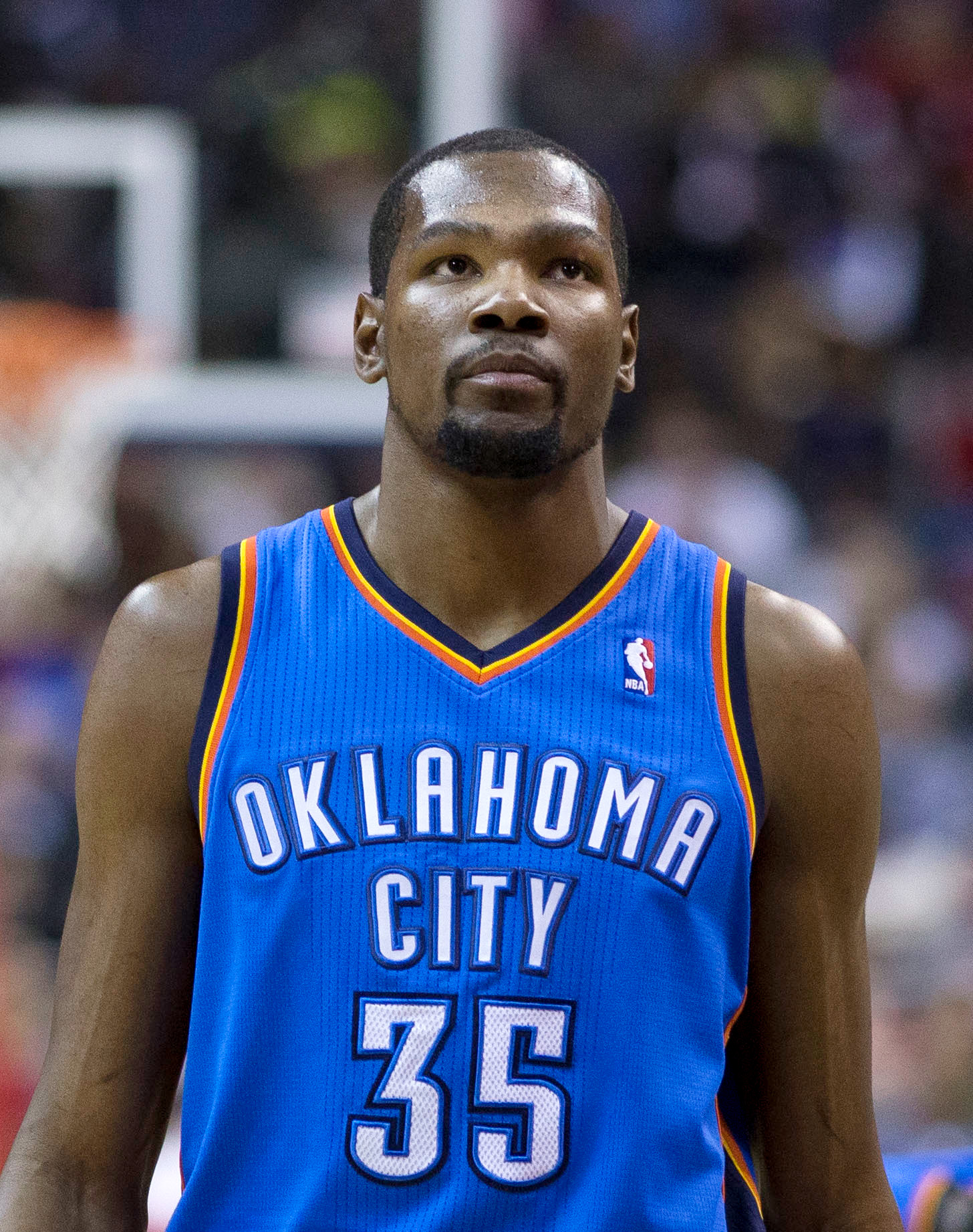
Kevin Durant, o ala foi escolha mais acertada deste draft, sendo selecionado na 2ª pick pelo Seattle SuperSonics. Durant foi duas vezes campeão da NBA, MVP da Liga, duas vezes MVP das Finais, Calouro do Ano, Cestinha da Temporada por 4 vezes, além de ser 10 vezes All-Star. Foi selecionado 6 vezes para o Primeiro Time do All-NBA Team e 3 vezes para o Segundo Time.

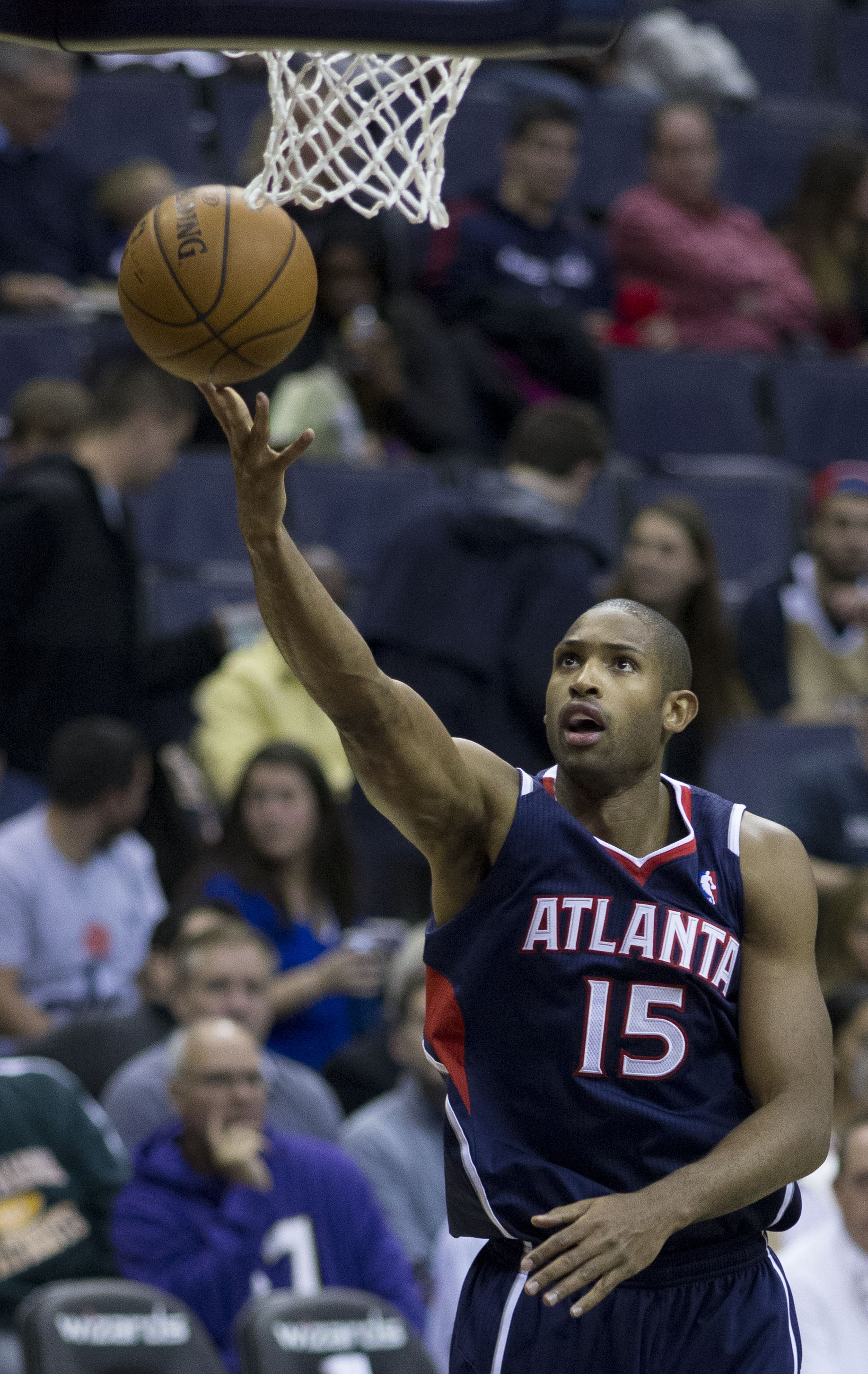
Al Horford, o ala-pivô foi selecionado na 3ª escolha. Foi 5 vezes All-Star e selecionado uma vez para o Terceiro Time do All-NBA Team.

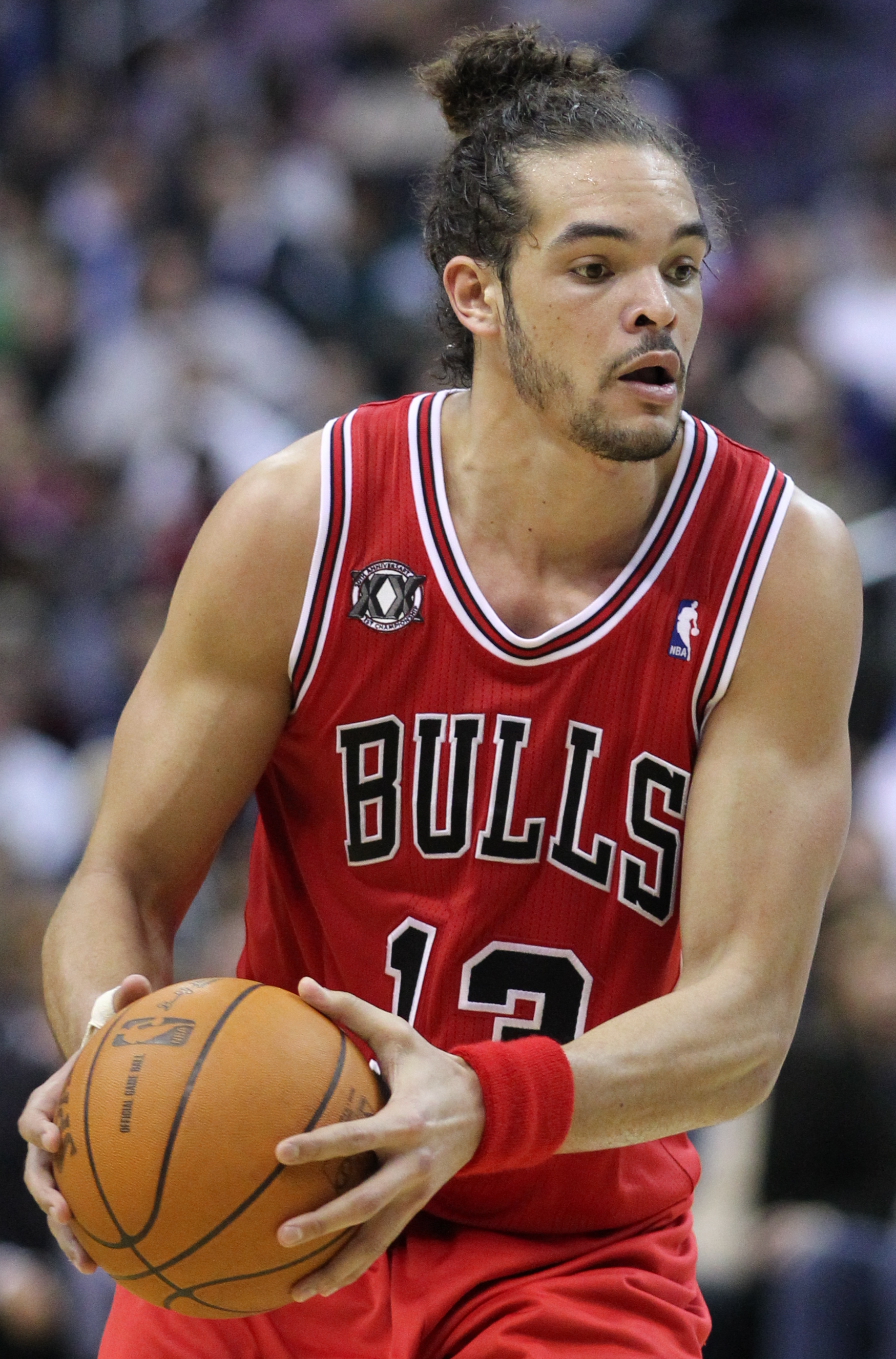
Joakim Noah, foi selecionado na 9ª escolha pelo Chicago Bulls. O pivô foi All-Star 2 vezes, Jogador Defensivo do Ano, escolhido uma vez para o primeiro time do All-NBA Team.

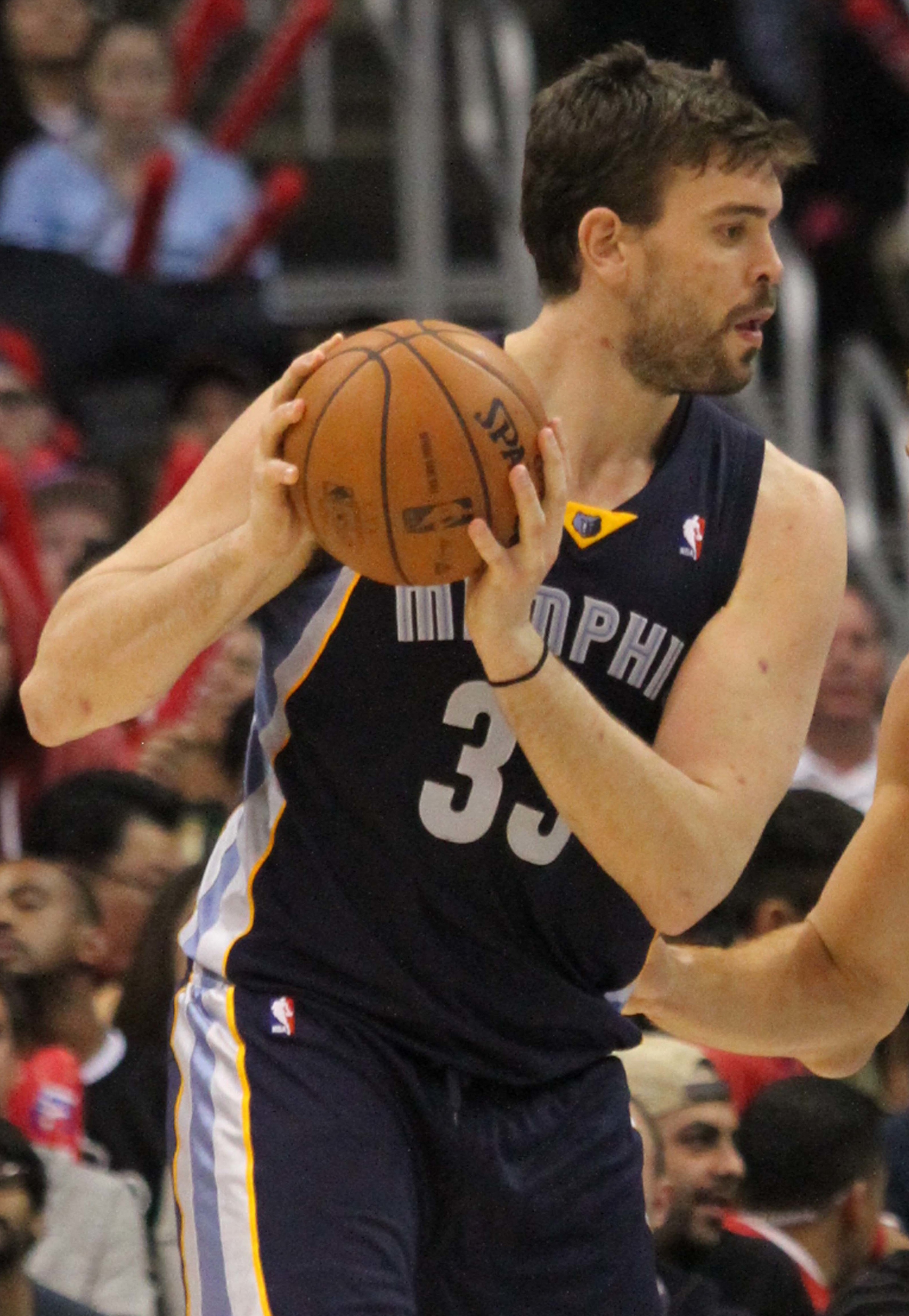
Marc Gasol, foi a grande surpresa do draft. Sendo selecionado apenas na 48ª escolha, o pivô espanhol foi All-Star 3 vezes, Jogador Defensivo do Ano, escolhido uma vez para o primeiro e uma para o segundo time do All-NBA Team.

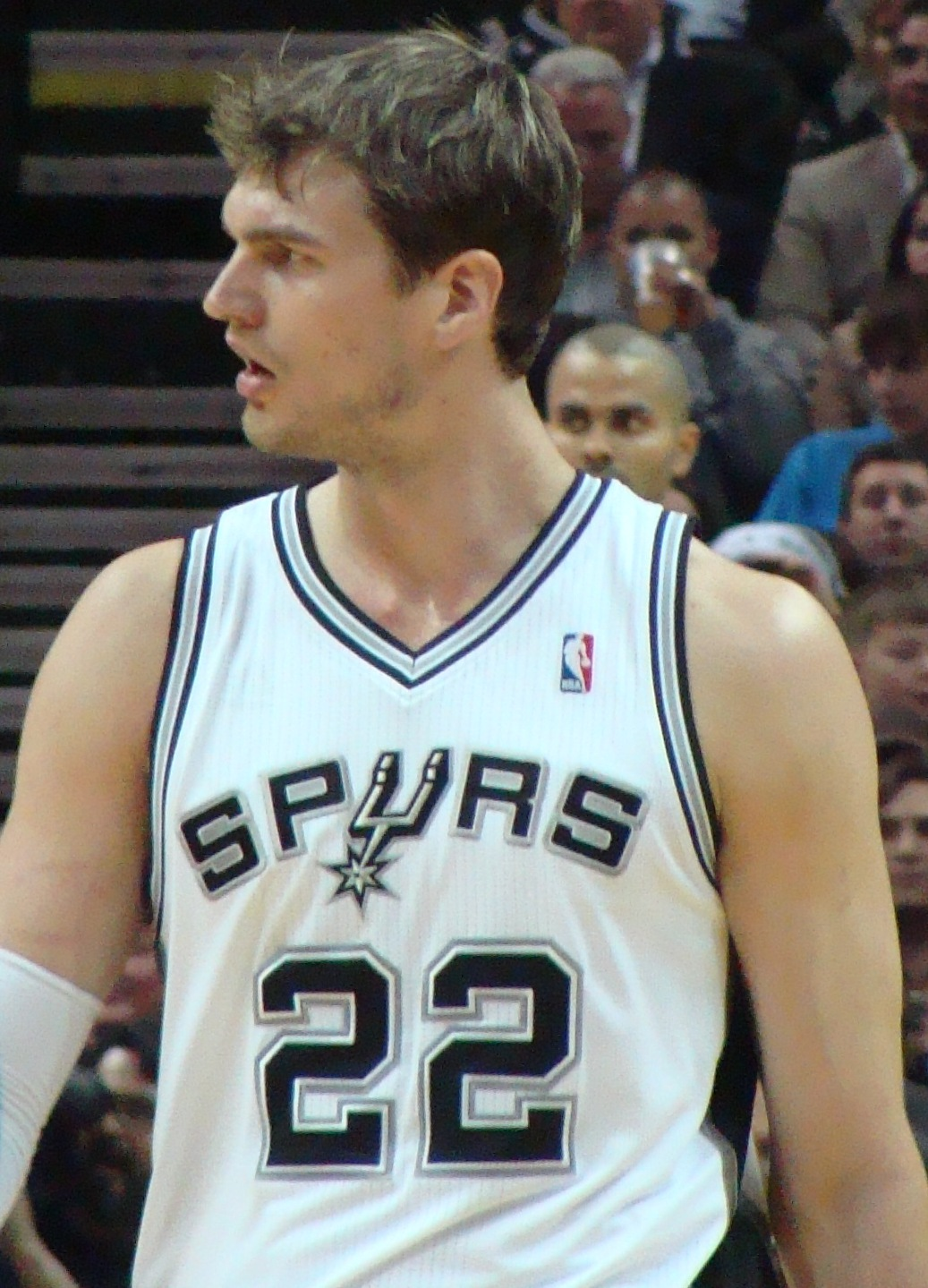
Tiago Splitter, o pivô brasileiro foi selecionado na 28ª escolha pelo San Antonio Spurs. Foi o primeiro brasileiro a ser campeão da NBA em 2014 pelos Spurs.

### Primeira rodada
|  | Jogadores que foram incluídos no Hall da Fama do Basquete                               |
|  | Jogadores que foram pelo menos uma vez MVP da temporada da NBA                          |
|  | Jogadores que foram selecionados para pelo menos um NBA All-Star Game e um All-NBA Team |
|  | Jogadores que foram selecionados para pelo menos um All-NBA Team                        |
|  | Jogadores que foram selecionados para pelo menos um NBA All-Star Game                   |
|  | Jogadores que nunca atuaram em nenhuma partida sequer pela NBA                          |

| PG | Armador     |
| SG | Ala-armador |
| SF | Ala         |
| PF | Ala-pivô    |
| C  | Pivô        |

| Escolha | Nome               | Posição | Nacionalidade  | Time                                       | Universidade/Time  |
| ------- | ------------------ | ------- | -------------- | ------------------------------------------ | ------------------ |
| 1       | Greg Oden          | C       | Estados Unidos | Portland Trail Blazers                     | Ohio State         |
| 2       | Kevin Durant       | SF      | Estados Unidos | Seattle SuperSonics                        | Texas              |
| 3       | Al Horford         | C       | Estados Unidos | Atlanta Hawks                              | Flórida            |
| 4       | Mike Conley        | PG      | Estados Unidos | Memphis Grizzlies                          | Ohio State         |
| 5       | Jeff Green         | SF      | Estados Unidos | Boston Celtics (trocado para Seattle)      | Georgetown         |
| 6       | Yi Jianlian        | PF      | China          | Milwaukee Bucks                            | Guangdong Tigers   |
| 7       | Corey Brewer       | SF      | Estados Unidos | Minnesota Timberwolves                     | Flórida            |
| 8       | Brandan Wright     | PF      | Estados Unidos | Charlotte Bobcats (trocado para Warriors)  | Carolina do Norte  |
| 9       | Joakim Noah        | C       | EUA/França     | Chicago Bulls                              | Flórida            |
| 10      | Spencer Hawes      | C       | Estados Unidos | Sacramento Kings                           | Washington         |
| 11      | Acie Law           | PG      | Estados Unidos | Atlanta Hawks                              | Texas A&M          |
| 12      | Thaddeus Young     | PF      | Estados Unidos | Philadelphia 76ers                         | Geórgia Tech       |
| 13      | Julian Wright      | SF      | Estados Unidos | New Orleans Hornets                        | Kansas             |
| 14      | Al Thornton        | SF      | Estados Unidos | Los Angeles Clippers                       | Flórida State      |
| 15      | Rodney Stuckey     | SG      | Estados Unidos | Detroit Pistons                            | Eastern Washington |
| 16      | Nick Young         | SG      | Estados Unidos | Washington Wizards                         | USC                |
| 17      | Sean Williams      | PF      | Estados Unidos | New Jersey Nets                            | Boston College     |
| 18      | Marco Belinelli    | SG      | Itália         | Golden State Warriors                      | Fortitudo Bologna  |
| 19      | Javaris Crittenton | PG      | Estados Unidos | Los Angeles Lakers                         | Geórgia Tech       |
| 20      | Jason Smith        | PF      | Estados Unidos | Miami Heat (trocado para Philadelphia)     | Colorado State     |
| 21      | Daequan Cook       | SG      | Estados Unidos | Philadelphia 76ers (trocado para Miami)    | Ohio State         |
| 22      | Jared Dudley       | SF      | Estados Unidos | Charlotte Bobcats                          | Boston College     |
| 23      | Wilson Chandler    | SF      | Estados Unidos | New York Knicks                            | DePaul             |
| 24      | Rudy Fernández     | SG      | Espanha        | Phoenix Suns (trocado para Portland)       | Joventut Badalona  |
| 25      | Morris Almond      | SG      | Estados Unidos | Utah Jazz                                  | Rice               |
| 26      | Aaron Brooks       | PG      | Estados Unidos | Houston Rockets                            | Oregon             |
| 27      | Arron Afflalo      | SG      | Estados Unidos | Detroit Pistons                            | UCLA               |
| 28      | Tiago Splitter     | C       | Brasil         | San Antonio Spurs                          | TAU Cerámica       |
| 29      | Alando Tucker      | SF      | Estados Unidos | Phoenix Suns                               | Wisconsin          |
| 30      | Petteri Koponen    | SG      | Finlândia      | Philadelphia 76ers (trocado para Portland) | Tapiolan Honka     |

### Segunda rodada
| Escolha | Nome               | Posição | Nacionalidade        | Time                                               | Universidade/Time     |
| ------- | ------------------ | ------- | -------------------- | -------------------------------------------------- | --------------------- |
| 31      | Carl Landry        | PF      | Estados Unidos       | Seattle SuperSonics (trocado para Houston)         | Purdue                |
| 32      | Gabe Pruitt        | PG      | Estados Unidos       | Boston Celtics                                     | USC                   |
| 33      | Marcus Williams    | SF      | Estados Unidos       | San Antonio Spurs                                  | Arizona               |
| 34      | Nick Fazekas       | PF      | Estados Unidos       | Dallas Mavericks                                   | Nevada                |
| 35      | Glen Davis         | PF      | Estados Unidos       | Seattle SuperSonics (trocado para Boston)          | LSU                   |
| 36      | Jermareo Davidson  | PF      | Estados Unidos       | Golden State Warriors (trocado para Charlotte)     | Alabama               |
| 37      | Josh McRoberts     | PF      | Estados Unidos       | Portland Trail Blazers                             | Duke                  |
| 38      | Kyrylo Fesenko     | PF      | Ucrânia              | Philadelphia 76ers (trocado para Utah)             | Cherkaski Mavpy       |
| 39      | Stanko Barać       | C       | Croácia              | Miami Heat (trocado para Indiana)                  | Široki Brijeg         |
| 40      | Sun Yue            | SF      | China                | Los Angeles Lakers                                 | Beijing Olympians     |
| 41      | Chris Richard      | PF      | Estados Unidos       | Minnesota Timberwolves                             | Flórida               |
| 42      | Derrick Byars      | SG      | Estados Unidos       | Portland Trail Blazers (trocado para Philadelphia) | Vanderbilt            |
| 43      | Adam Haluska       | SG      | Estados Unidos       | New Orleans Hornets                                | Iowa                  |
| 44      | Reyshawn Terry     | SF      | Estados Unidos       | Orlando Magic (trocado para Dallas)                | Carolina do Norte     |
| 45      | Jared Jordan       | PG      | Estados Unidos       | Los Angeles Clippers                               | Marist College        |
| 46      | Stéphane Lasme     | PF      | Gabão                | Golden State Warriors                              | Massachusetts         |
| 47      | Dominic McGuire    | SF      | Estados Unidos       | Washington Wizards                                 | Fresno State          |
| 48      | Marc Gasol         | C       | Espanha              | Los Angeles Lakers (trocado para Memphis)          | Akasvayu Girona       |
| 49      | Aaron Gray         | C       | Estados Unidos       | Chicago Bulls                                      | Pittsburgh            |
| 50      | Renaldas Seibutis  | SG      | Lituânia             | Dallas Mavericks                                   | Maroussi              |
| 51      | JamesOn Curry      | PG      | Estados Unidos       | Chicago Bulls                                      | Oklahoma State        |
| 52      | Taurean Green      | PG      | Geórgia              | Portland Trail Blazers                             | Flórida               |
| 53      | Demetris Nichols   | SF      | Estados Unidos       | Portland Trail Blazers (trocado para New York)     | Syracuse              |
| 54      | Brad Newley        | SF      | Austrália            | Houston Rockets                                    | Townsville Crocodiles |
| 55      | Herbert Hill       | PF      | Estados Unidos       | Utah Jazz (trocado para Philadelphia)              | Providence            |
| 56      | Ramon Sessions     | PG      | Estados Unidos       | Milwaukee Bucks                                    | Nevada                |
| 57      | Sammy Mejía        | SG      | República Dominicana | Detroit Pistons                                    | DePaul                |
| 58      | Georgios Printezis | PF      | Grécia               | San Antonio Spurs (trocado para Toronto)           | Olympia Larissa       |
| 59      | D. J. Strawberry   | PG      | Estados Unidos       | Phoenix Suns                                       | Maryland              |
| 60      | Milovan Raković    | C       | Sérvia               | Dallas Mavericks (trocado para Orlando)            | Mega Ishrana          |